# Superforecaster
Als Superforecaster (deutsch etwa „Superprognostiker“) wird eine Person bezeichnet, die Prognosen erstellt, welche aggregiert und bewertet im Schnitt deutlich korrekter sind als Vorhersagen der breiten Öffentlichkeit, anderer Forecaster oder von Experten.

## Arbeitsweise
Superforecaster verwenden manchmal moderne analytische und statistische Methoden, um die Schätzungen der Basisraten von Ereignissen zu verbessern. Untersuchungen haben ergeben, dass sie in der Regel genauer sind als Experten auf diesem Gebiet, die diese Techniken nicht anwenden. Der Begriff ist eine Kombination aus dem Wort Super für überdurchschnittlich und dem englischen betriebswirtschaftlichen Begriff Forecast für Vorhersage bzw. Prognostik.
Zu einer Gruppe des von dem amerikanische Psychologen Philip Tetlock entwickelten Good Judgement Project gehörten ursprünglich etwa 250 aus mehreren zehntausend Teilnehmern ausgewählte Menschen, deren Prognosen kontinuierlich weit überdurchschnittlich waren. Hierzu gehörten mit Roman Hagelstein, Bruno Jahn und Sander Wagner auch drei deutsche Superforecaster. Ursprüngliches Ziel des Projektes war es, verschiedene Techniken wissenschaftlich zu erproben, welche die Präzision von Prognosen der US-Geheimdienste verbessern sollten. Dabei stellte sich heraus, dass als Teams zusammen arbeitende Superforecaster die Prognosequalität sogar von Geheimdienstexperten mit Zugang zu Geheiminformationen deutlich übertreffen konnten. Über diese Studie hat Tetlock den Bestseller „Superforecasting – Die Kunst der richtigen Prognose“ geschrieben. Das Projekt galt als großer Erfolg.
Inzwischen bietet die Firma Good Judgment Incorporated auch professionell Prognosen an. Kunden sind Firmen, Regierungsbehörden und NGOs. Neue Superforecaster können sich über die frei zugängliche Plattform Good Judgment Open (www.gjopen.com) qualifizieren und erhalten bei Eignung ein Angebot zur freiberuflichen Mitarbeit. Dies gelang in den letzten Jahren den Deutschen Sebastian Reichau, Peter Stamp und Sebastian Witteler.